# Lutas nos Jogos Olímpicos de Verão de 1896
Nos Jogos Olímpicos de Verão de 1896, apenas um evento de luta olímpica foi disputado. Cinco lutadores de três países participaram do evento de luta greco-romana no Estádio Panathinaiko de Atenas entre 10 e 11 de abril.
Não havia várias categorias de peso como actualmente e todos os cinco atletas lutaram sobre as regras do que hoje se designa por luta greco-romana. Os combates duravam até um dos lutadores ganhar, sendo que era permitido também interromper os combates num dia, retomando-os no dia seguinte devido à falta de luminosidade nos estádios onde os combates tinham lugar.

## Medalhistas
| Ouro   | GER Carl Schuhmann          |
| Prata  | GRE Georgios Tsitas         |
| Bronze | GRE Stephanos Christopoulos |

## Resultados

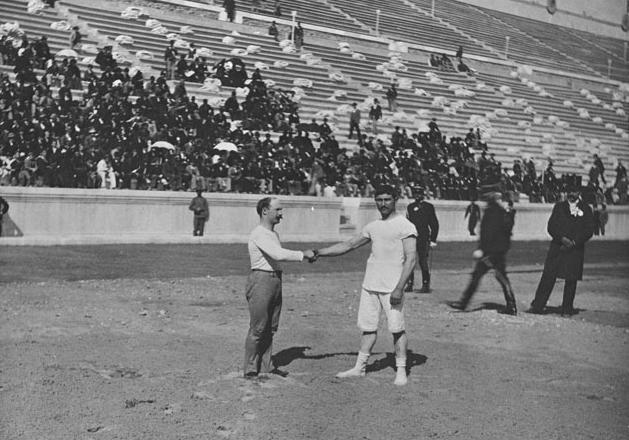
O alemão Carl Schuhmann e o grego Georgios Tsitas cumprimentam-se antes da final da luta greco-romana

|  | Quartas de final     | Quartas de final     | Quartas de final | Quartas de final | Quartas de final |  |  | Semifinais | Semifinais | Semifinais | Semifinais | Semifinais |  |  | Final         | Final | Final | Final | Final |
|  |                      |                      |                  |                  |                  |  |  |            |            |            |            |            |  |  |               |       |       |       |       |
|  | GRE S. Christopoulos |                      |                  |                  |                  |  |  |            |            |            |            |            |  |  |               |       |       |       |       |
|  | HUN M. Tapavicza     |                      |                  |                  |                  |  |  |            |            |            |            |            |  |  |               |       |       |       |       |
|  |                      | GRE S. Christopoulos |                  |                  |                  |  |  |            |            |            |            |            |  |  |               |       |       |       |       |
|  |                      |                      |                  |                  |                  |  |  |            |            |            |            |            |  |  |               |       |       |       |       |
|  |                      | GRE G. Tsitas        |                  |                  |                  |  |  |            |            |            |            |            |  |  |               |       |       |       |       |
|  | GRE G. Tsitas        |                      |                  |                  |                  |  |  |            |            |            |            |            |  |  |               |       |       |       |       |
|  |                      |                      |                  |                  |                  |  |  |            |            |            |            |            |  |  |               |       |       |       |       |
|  |                      |                      |                  |                  |                  |  |  |            |            |            |            |            |  |  |               |       |       |       |       |
|  |                      |                      |                  |                  |                  |  |  |            |            |            |            |            |  |  | GRE G. Tsitas |       |       |       |       |
|  |                      |                      | GER C. Schuhmann |                  |                  |  |  |            |            |            |            |            |  |  |               |       |       |       |       |
|  | GER C. Schuhmann     |                      |                  |                  |                  |  |  |            |            |            |            |            |  |  |               |       |       |       |       |
|  | GBR L. Elliot        |                      |                  |                  |                  |  |  |            |            |            |            |            |  |  |               |       |       |       |       |
|  |                      | GER C. Schuhmann     |                  |                  |                  |  |  |            |            |            |            |            |  |  |               |       |       |       |       |
|  |                      |                      |                  |                  |                  |  |  |            |            |            |            |            |  |  |               |       |       |       |       |
|  |                      |                      |                  |                  |                  |  |  |            |            |            |            |            |  |  |               |       |       |       |       |
|  |                      |                      |                  |                  |                  |  |  |            |            |            |            |            |  |  |               |       |       |       |       |
|  |                      |                      |                  |                  |                  |  |  |            |            |            |            |            |  |  |               |       |       |       |       |
|  |                      |                      |                  |                  |                  |  |  |            |            |            |            |            |  |  |               |       |       |       |       |

## Países participantes
- GER Alemanha (1)
- GBR Grã-Bretanha (1)
- GRE Grécia (2)
- HUN Hungria (1)